# Schultzea beta
Schultzea beta – gatunek ryby z rodziny strzępielowatych, jedyny przedstawiciel rodzaju Schultzea Woods, 1958.

## Występowanie
Zachodnia część Oceanu Atlantyckiego, pomiędzy Florydą, a północnymi wybrzeżami Ameryki Południowej, rafy koralowe na głębokościach 15–110 m p.p.m.

## Opis
Osiąga do 10 cm długości.